# Liban na Zimowych Igrzyskach Olimpijskich 2006
Liban na Zimowe Igrzyska Olimpijskie 2006 reprezentowało 3 zawodników. Wystartowali oni w narciarstwie alpejskim i skeletonie
Był to czternasty start Libanu na zimowych igrzyskach olimpijskich (poprzednie to 1948, 1952, 1956, 1960, 1964, 1968, 1972, 1976, 1980, 1984, 1988, 1992, 2002).

## Wyniki reprezentantów Libanu

### Narciarstwo alpejskie
Kobiety
- Chirine Njeim

slalom - 39. miejsce
kombinacja - DNF
slalom gigant - DNF
zjazd - 34. miejsce
supergigant - 46. miejsce
Mężczyźni
- George Salameh

slalom - 43. miejsce

### Skeleton
- Patrick Antaki

Mężczyźni - 27.  miejsce